# Прапор Горностаївського району
Пра́пор Горноста́ївського райо́ну — офіційний символ Горностаївського району Херсонської області, затверджений 20 січня 2009 р. рішенням № 287 26 сесії Горностаївської районної ради 5 скликання. Автор проекту прапора — Андрій Гречило.

## Опис
Прапор являє собою прямокутне полотнище зі співвідношенням сторін 2:3, яке складається з трьох рівновеликих вертикальних смуг — білої (від древка), синьої та жовтої, посередині синьої розташовано три жовті колоски з 9-ма, 11-ма та 9-ма зернинами.

## Символіка
Білий колір на прапорі вказує на чистоту й добропорядність мешканців району, синій символізує води Каховського водосховища, а жовтий — щедрі лани степової зони. На трьох колосках зображено 29 зернин, що означає кількість населених пунктів району (1 селище та 28 сіл).